# Korolewo
Korolewo (ukrainisch Королево und älter Korolewe; russisch Королёво/Koroljowo, deutsch selten Königsfeld an der Theiß, slowakisch Kráľovo nad Tisou, ungarisch Királyháza) ist eine Siedlung städtischen Typs in der westlichen Ukraine in der Oblast Transkarpatien etwa 9 Kilometer östlich der Stadt Wynohradiw.

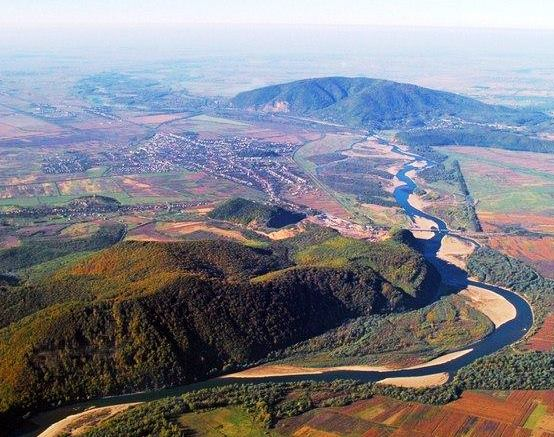
Luftaufnahme des Ortes

Der etwa 8.000 Einwohner zählende Ort (20 Prozent ungarischsprachig) liegt im Transkarpatischen Tiefland rechterhand südöstlich des Ufers der Theiß. Südöstlich des Ortskerns befindet sich der Bahnhof an der Bahnstrecke Debrecen–Sighetu Marmației, etwas südlicher zweigt auch die Bahnstrecke Batjowo–Korolewo ab. In der Sowjetzeit war der Ort ein wichtiger Rangierbahnhof auf dem Weg gen Westen.
Wie in manch anderen transkarpatischen Ortschaften befindet sich in Korolewo ein über 1000 Personen fassendes Roma-Lager.

## Geschichte
In einem inzwischen aufgegebenen Steinbruch befindet sich die archäologische Fundstätte Korolevo, aus der Steinwerkzeuge geborgen wurden, die 1,42 Millionen Jahre alt sind. Dieser Datierung zufolge handelt es sich bei ihnen um die ältesten Hinweise auf die Anwesenheit von Homo erectus in Europa.
Der Ort wurde 1262 zum ersten Mal schriftlich als Domus Regalis erwähnt.
1910 hatte der im Königreich Ungarn im Komitat Ung liegende Ort 3.167 Einwohner, davon waren 2.224 Ungarn und 932 Ruthenen.
Nach dem Ende des Ersten Weltkrieges kam er dann zur neu entstandenen Tschechoslowakei und gehörte zum Land Karpatenrussland (Podkarpatska Rus). 
Nach dem Ende des Zweiten Weltkrieges wurde das Gebiet an die Sowjetunion abgetreten. Am 30. Mai 1947 erhielt der Ort dann den Status einer Siedlung städtischen Typs.

## Sehenswürdigkeiten
- Ruinen der Burg Njalab (ukrainisch Samok Njalab/Замок Нялаб, ungarisch Nyalábvár)
- römisch-katholische Kirche aus dem 13. Jahrhundert, später im Barockstil umgebaut

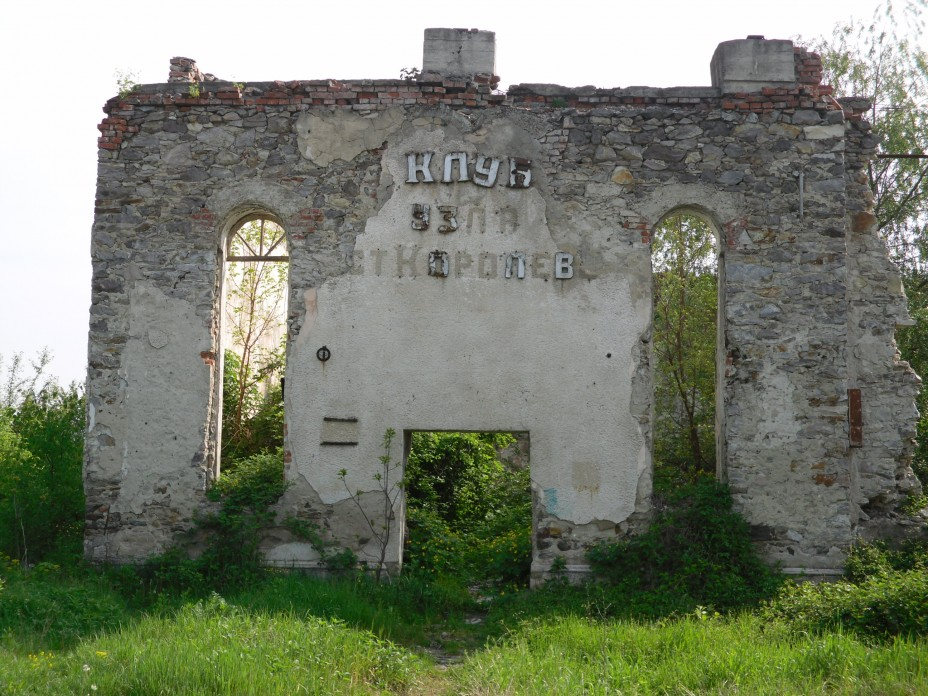
Die Ruinen der Synagoge

- reformierte Kirche von 1911

## Verwaltungsgliederung
Am 12. Juni 2020 wurde die Siedlung städtischen Typs zusammen mit 8 umliegenden Dörfern zum Zentrum der neu gegründeten Siedlungsgemeinde Korolewo (Королівська селищна громада/Koroliwska selyschtschna hromada) im Rajon Berehowe. Bis dahin bildete sie die Siedlungratsgemeinde Korolewo (Королівська селищна рада/Koroliwska selyschtschna rada) im Rajon Wynohradiw.
Folgende Orte sind neben dem Hauptort Korolewo ein Teil der Gemeinde:
| Name                     | Name       | Name                    | Name                   | Name           | Name         |
| ukrainisch transkribiert | ukrainisch | russisch                | slowakisch             | ungarisch      | deutsch      |
| ------------------------ | ---------- | ----------------------- | ---------------------- | -------------- | ------------ |
| Chyscha                  | Хижа       | Хижа (Chischa)          | Chyše, Chyži           | Kistarna       | -            |
| Horbky                   | Горбки     | Горбки (Gorbki)         | Hrbky, Horbky          | Rákospatak     | -            |
| Hudja                    | Гудя       | Гудя (Gudja)            | Guďa, Huďa             | Gödényháza     | -            |
| Nowoselyzja              | Новоселиця | Новоселица (Nowoseliza) | Novoselice, Novoselica | Sósfalu        | -            |
| Sassowo                  | Сасово     | Сасово                  | Sasovo, Sásfalovo      | Tiszaszászfalu | -            |
| Tekowo                   | Теково     | Теково                  | Tekovo                 | Tekeháza       | Thekenhausen |
| Tscherna                 | Черна      | Черная (Tschernaja)     | Černá                  | Csarnatő       | -            |
| Werjazja                 | Веряця     | Веряца (Werbjaza)       | Verjacja, Verjaca      | Veréce         | -            |